# ハーレム (ニューヨーク市)
ハーレム（Harlem）は、アメリカ合衆国ニューヨーク州ニューヨーク市マンハッタン区北部（アッパー・マンハッタン）に位置する地区である。ここは、アフリカ系アメリカ人の文化とビジネスの中心地となっている。かつてはオランダ系移民の住居地だった。
日本語にはLとRの区別がないので誤解されやすいが、Harlemはトルコ語のハーレム（harem）とはまったく関係がなく、オランダの都市ハールレム（Haarlem）にちなんでオランダ移民によって名付けられたと言われる。

## 歴史

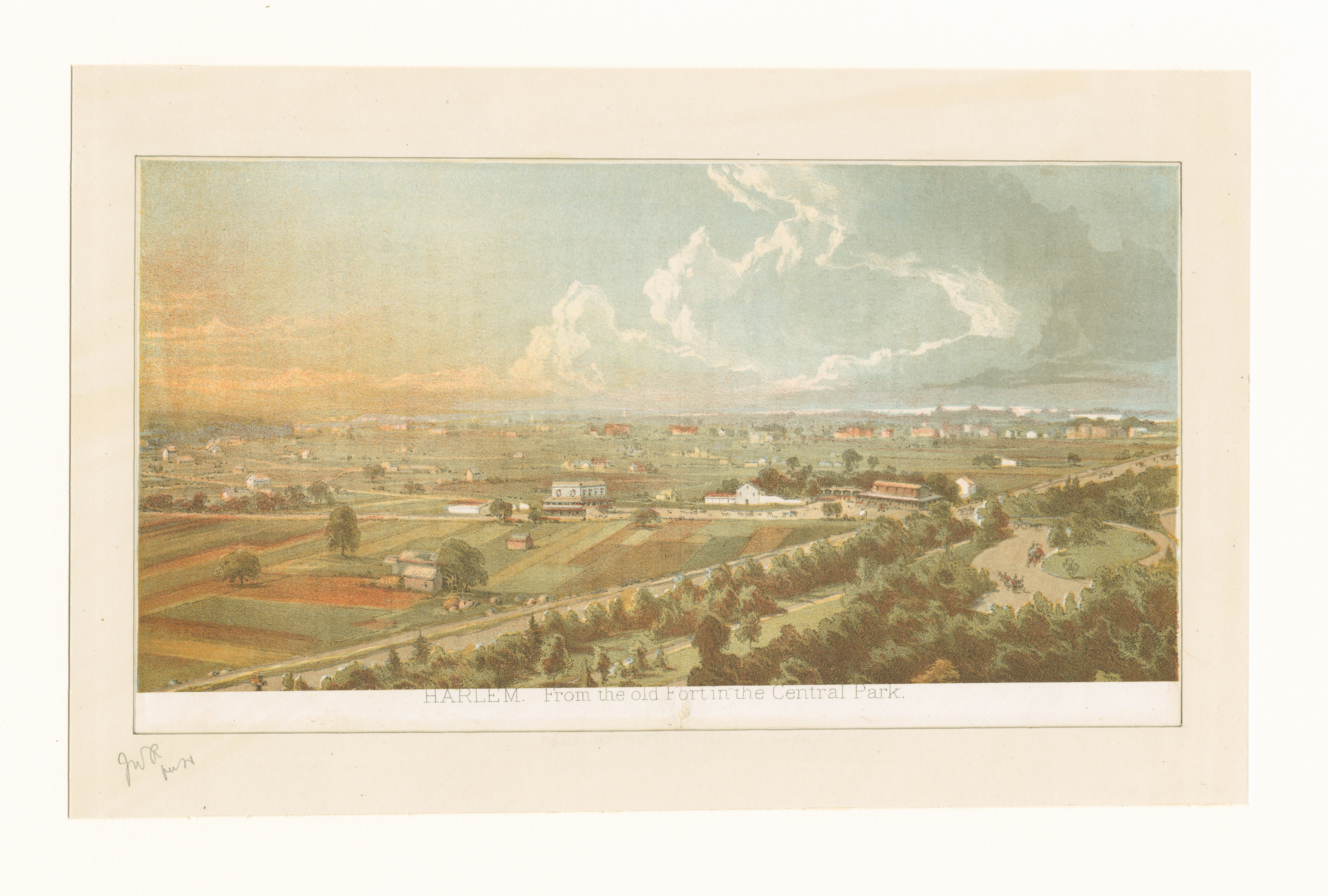
現在のセントラル・パークに位置していた古い要塞（Fort Clinton (Central Park)）から見たハーレム

1600年代

ヨーロッパ人入植者が移住してくる以前は、現在のハーレム・エリアにはManhattans (Manhattos) と呼ばれる部族などのネイティブ・アメリカン部族が住んでいた。おそらく彼らのほとんどはレナペ族で、半遊牧民的な生活を営んでいた。ハーレムの平地では何百人もの人々が農作をしていた。1637-1639年には、ヨーロッパ人による最初の入植が確立された。1637年に、最初のヨーロッパ人（オランダ人移民のHendrick (Henry) de Forest, Isaac de Forest、およびRachel de Forest）がこの地区に住み着いた。1639年にはen:Jochem Pietersen KuyterがZedendaalまたはBlessed Valleyと呼ばれる農園を、ハーレム川沿いの現在の127丁目から140丁目の間に開拓した。
初期の入植者は先住民との対立のためマンハッタン島南部のニューアムステルダムの市街地内に避難することを余儀なくされていたが、オランダ人の入植が進むにつれ先住民は徐々にマンハッタン島から姿を消していった。ハーレム・エリアの集落はオランダの町ハールレムにちなんでニュー・ハーレム（蘭：Nieuw Haarlem、英：New Haarlem）と名付けられ、1658年に正式な村として組織された。これはピーター・ストイフェサントの下に行われた。ハーレムの豊かな牧草地に通じるインディアンの小径はオランダ西インド会社の黒人労働者により拡張され、後のボストン郵便道路 (en) となる。
1664年に、イギリスがニューネーデルランドの支配権を取得し、ニューヨーク植民地総督リチャード・ニコルズはニュー・ハーレム（後のハーレム村, village of Harlem）の南端の境界線として現在のイースト川と74丁目の位置から西に伸びる"Harlem Line"を定めた。イギリスはこの地区の名前を"ランカスター" (Lancaster) に変更しようと目論んだが定着せず、最終的にはオランダ語のHaarlemが英語化してHarlemという現在の名称に落ち着いた。オランダは1673年に一年だけニューヨークの支配権を取り戻している。ハーレム村はゆっくりと発展し、18世紀半ば頃にはニューヨーク市の裕福な人たちの保養地となった。この当時の建物はモリス＝ジュメル・マンション (en) しか現存していない。

1700年代
アメリカ独立戦争中、イギリス軍はハーレムの村を焼け野原にした。1776年10月16日、ウエスト・ハーレム／モーニングサイド・ハイツではハーレムハイツの戦いが起こった。その後、18世紀中はマンハッタン島南部の開発と比べてハーレム地区の再建はなかなか進まなかった。19世紀に入り、この地区は未だニューヨーク市の田舎であったが、1811年委員会計画によって、グリッド・プランによる都市開発計画が策定された。
南北戦争が終わると、1868年からハーレムには好景気の波が訪れた。この時期に、貧しいユダヤ系移民やイタリア系移民の人口が急速に増えた。メトロ・ノース鉄道（元々はニューヨーク・アンド・ハーレム鉄道）、都市間高速鉄道および高架鉄道線 によって、ハーレムとロウアー・マンハッタンおよびミッドタウンが公共交通網で結ばれたことが、ハーレムの発展を加速した。

1900年代
その後、20世紀に入り、アフリカ系アメリカ人の大移動の流れが起こり、多くのアフリカ系アメリカ人がハーレムにやってくるようになった。こうして、1920年代のハーレム・ルネサンスに象徴される黒人文化が長く花開いた。しかし、世界恐慌および第二次世界大戦後のニューヨーク市の空洞化によって、ハーレムは不景気に見舞われた。貧困から犯罪（放火、窃盗など）に走る者も少なからずいた。
しかしながら、1990年代には徹底的な治安改善政策により環境が急速に改善され、この地区にも高級化の流れがやってくるようになった。
2000年代以降
21世紀に入り、街の再開発も進み、文化と経済のネオ・ハーレム・ルネサンス期に入りつつある。2001年6月30日、ハーレムのメイン・ストリート125丁目の巨大なエンターテインメント複合施設ハーレムU.S.A.に大型映画館「マジック・ジョンソン・シアター」がオープンした。もちろんオーナーはマジック・ジョンソンで、彼はまたハーレムにいち早くスター・バックスを誘致、また近隣のオフィス・ビル最上階にクリントン大統領が事務所を構えた。H&M、バナナリパブリック、アメリカンアパレルなどの出店が後に続いた。

## 地理

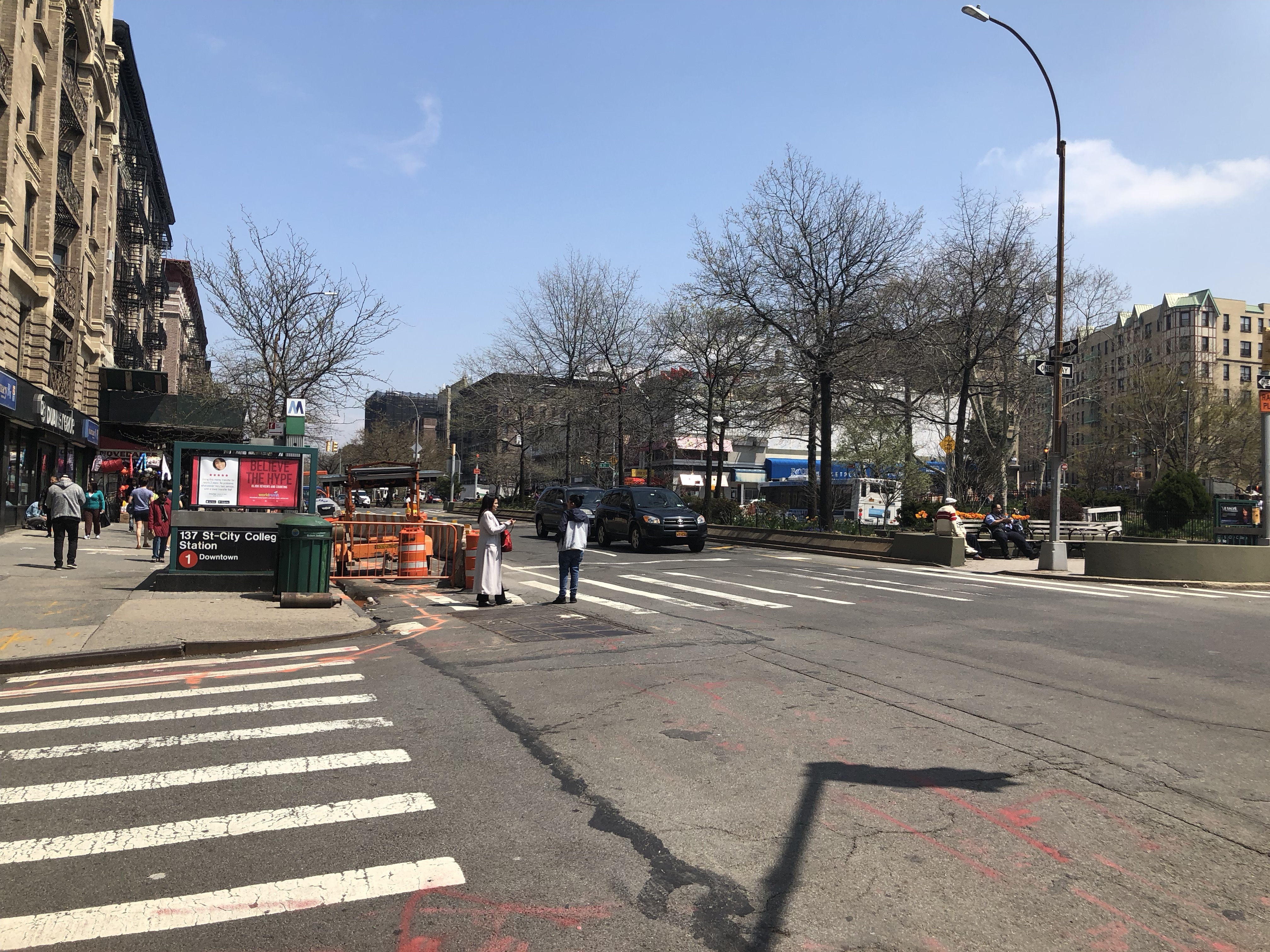
ウェスト・ハーレム

文化的観点などから、ドミニカ人が住むウェスト・ハーレムやヒスパニックの多く住むイースト・ハーレムを、アフリカ系アメリカ人のセントラル・ハーレムとを区別し、アフリカ系アメリカ人が多く居住する地域のみをハーレムと呼ぶこともある。現在ハーレムの境界線は常に変動し続けている。

### ウェスト・ハーレム
南端はカセドラル・パークウェイ（110丁目）、北端は155丁目、西端はハドソン川、東端はマンハッタン／モーニングサイド／セント・ニコラス／Bradhurst／エッジコーム・アベニュー、西端はモーニングサイド・パーク／ハドソン川である。このエリアの中心をブロードウェイが縦断している。138丁目にはニューヨーク市立大学シティカレッジがある。116丁目のコロンビア大学はハーレムではなくモーニングサイド・ハイツに含まれる。145丁目からワシントンハイツにかけては全米最大のドミニカ人居住地となっている。
ハミルトン・ハイツ（シュガーヒルを含む）は、ウェスト・ハーレムの北に隣接するエリアである。

### セントラル・ハーレム
南端はセントラル・パークの北の110丁目（セントラル・パーク・ノース）、北端はハーレム川、西端はモーニングサイド・パーク、セント・ニコラス・アベニューおよびエッジコーム・アベニュー (Edgecombe Avenue) 、東端は5番街である。東西に走る125丁目はハーレムのメインストリートで、アフリカ系アメリカ人が主に住んでいる。ハーレムの中では、ここが旅行者の主要な目的地となっている。

### イースト・ハーレム

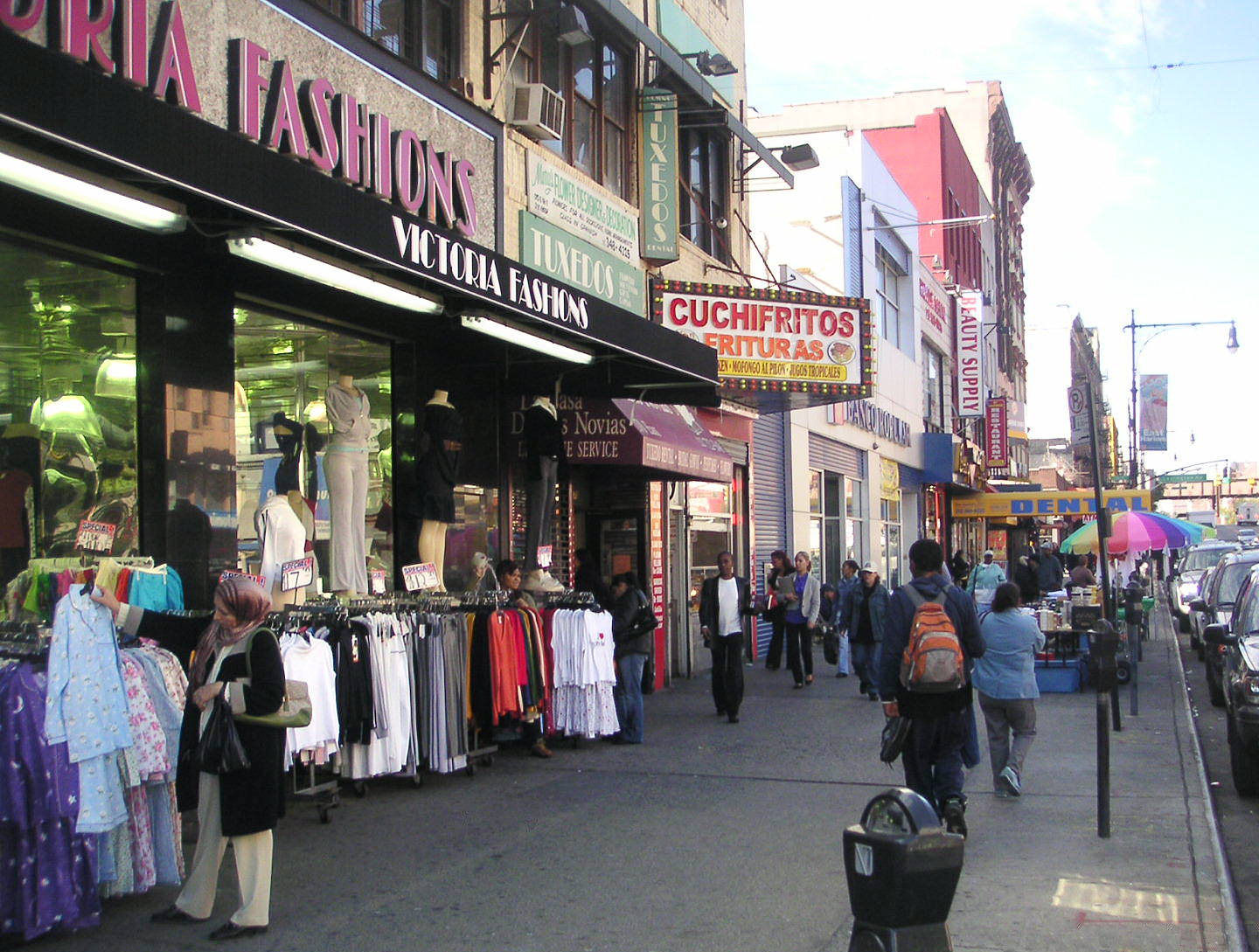
スパニッシュ・ハーレム116丁目

スパニッシュ・ハーレムとも呼ばれる。南端は東96丁目、北端は東142丁目、西端は5番街、東端はハーレム川である。プエルトリコ人などが主に居住している。

## 文化

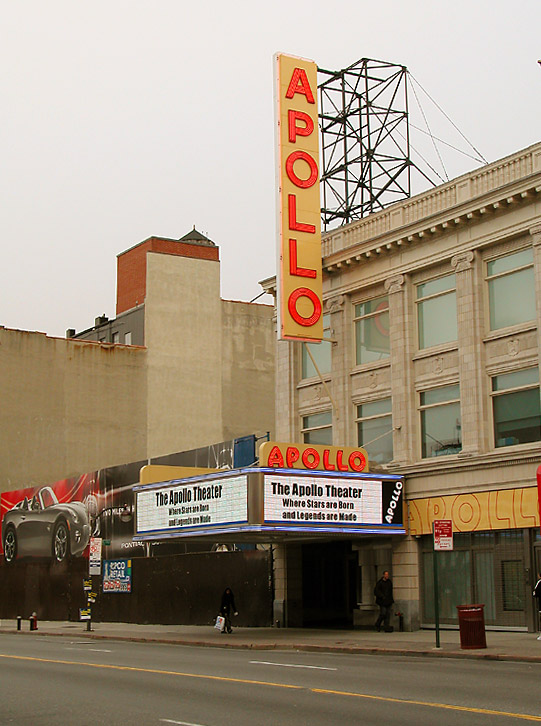
125丁目にあるアポロ・シアター（2006年11月）

125丁目には黒人音楽の殿堂アポロ・シアターがある。有名なMCやDJを数多く輩出している地区でもある。また、ソウル・フードが有名で、シルビアズ・レストランなどがある。
- ショーンバーグ黒人文化研究センター

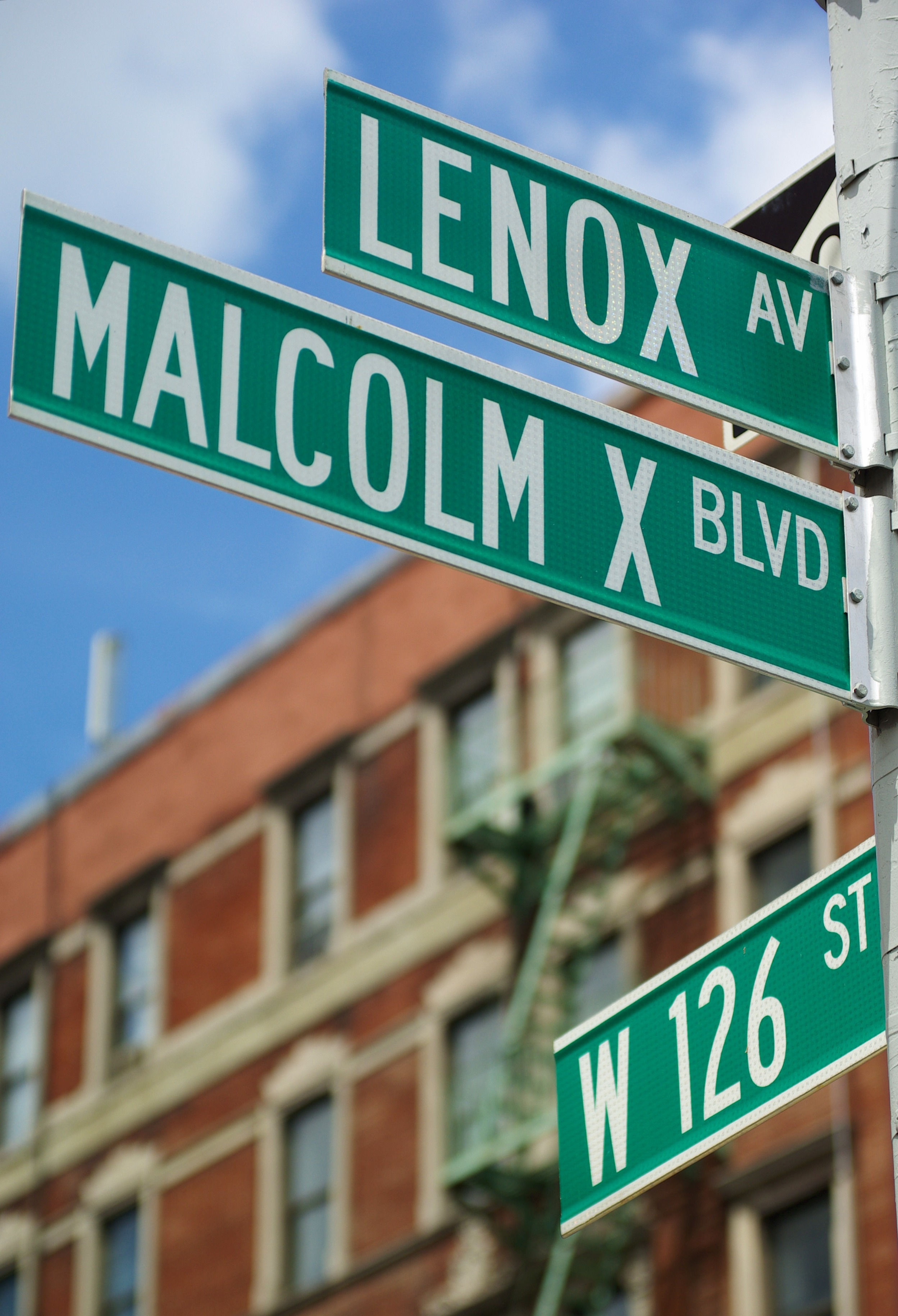
ハーレム126、マルコムX大通り

なお、ハーレムにはアフリカ系アメリカ人の著名な活動家・公民権運動家の名を冠したストリートや公園がいくつかある。
- マーティン・ルーサー・キング通り
- マルコムX通り
- フレデリック・ダグラス通り
- マーカス・ガーベイ公園

## 観光
- アポロ・シアター
- コットン・クラブ
- ハーレム・スタジオ美術館（英語版）
- アスター・ロウ
- マルコム・シャバーズ・ハーレム・マーケット
- ストライバーズ・ロウ

## 著名人の居住・出身
- ジョージ・ガーシュウィン - 作曲家
- オスカー・ハマースタイン2世 - ミュージカル作詞家・脚本家
- バート・ランカスター - 俳優
- マルクス兄弟 - コメディ俳優
- アーサー・ミラー - 劇作家
- アル・パチーノ - 俳優
- エド・サリヴァン - テレビ司会者
- ハリー・ベラフォンテ - 歌手
- ビル・クリントン - 元大統領。大統領退任後にオフィスを構える。
- デューク・エリントン - ジャズのピアノ奏者
- キース・デイヴィッド - 俳優
- テレサ・ライト - 女優
- 2PAC - ラッパー
- ミン - アパートで飼われていたことで有名になったトラ